# HANABI (이키모노가카리의 노래)
〈HANABI〉(일본어: はなび 하나비[*])는 이키모노가카리의 2번째 싱글이다. 2006년 5월 31일에 에픽 레코드 재팬에서 발매됐다.

## 개요
전작 〈SAKURA〉로부터 약 2개월 만에 발매된 2006년 제2탄 싱글. 전작 롱히트도 곁들어서 오리콘 차트 첫등장 5위를 기록하며, 싱글 음반 통해서 처음으로 TOP10에 들어간다.

## 수록곡
1. HANABI (4:24)
  - 작사·작곡: 미즈노 요시키, 편곡: 에구치 료

TV 도쿄계 애니메이션 《블리치》 엔딩 테마(2006년 4월 4일(75화) ~ 2006년 6월 20일(86화) 방송분).
이키모노가카리의 첫 애니메이션 타이업곡으로, 전작 〈SAKURA〉와는 정반대의 업 템포인 곡으로 되어있다.
PV는 거의 CG 애니메이션 합성으로 제작되어있다.
2. 달고 쓴 시간(일본어: 甘い苦い時間) (5:21)
  - 작사·작곡: 야마시타 호타카, 편곡: 사이토 유지
3. 무명 손수건(일본어: 木綿のハンカチーフ) (4:00)
  - 작사: 마츠모토 타카시, 작곡: 츠츠미 쿄헤이, 편곡:  유아사 아츠시

1975년에 발매된 오타 히로미의 노래 〈무명 손수건〉의 커버.
4. HANABI (instrumental)